# Trần Hán
Trần Hán (chữ Hán: 陳漢), xưng hiệu chính thức là Đại Hán (大漢) là một vương triều ngắn ngủi do Trần Hữu Lượng kiến lập, kiểm soát khu vực tại Hồ Bắc, Giang Tây, tồn tại trong giai đoạn hỗn chiến quân phiệt thời Nguyên mạt, cuối cùng bị Chu Nguyên Chương tiêu diệt.

## Thành lập
Hoàng đế khai quốc của vương triều Đại Hán là Trần Hữu Lượng, vốn xuất thân là người làm nghề chài lưới. Ông nguyên họ Tạ, nhưng vì tổ tiên ở rể nhà họ Trần, nên sau này lấy theo họ đó. Đến thời Nguyên Thuận Đế, Trần Hữu Lượng tham gia lực lượng nghĩa quân Khăn đỏ do Từ Thọ Huy lãnh đạo, phục vụ dưới trướng tướng Nghê Văn Tuấn. Tháng 9 âm lịch năm Chí Chính thứ 17 (1357), Trần Hữu Lượng giết Nghê Văn Tuấn vì lý do mưu phản Từ Thọ Huy, sau đó tự xưng là Tuyên úy sứ kiêm Bình chương chính sự, khởi binh tấn công các lộ thuộc Giang Tây, tổng chỉ huy quân đội các vùng Giang Tây, An Huy, Phúc Kiến.
Năm 1359, Trần Hữu Lượng giết Triệu Phổ Thắng và sau đó cùng Từ Thọ Huy dời đô doanh về Giang Châu (Cửu Châu, Giang Tây). Sau đó Trần Hữu Lượng tự xưng là Hán Vương. Năm sau, Trần Hữu Lượng giết Từ Thọ Huy, tự xưng làm Hoàng đế, lập ra nhà Hán, đóng đô tại Giang Châu, phong Trâu Phổ Thắng làm Thái sư, Trương Tất Tiên làm Thừa tướng, Trương Định Biên làm Thái úy. Quân Hán một mặt chống quân Nguyên, một mặt chống lực lượng quân Hồng cân do Chu Nguyên Chương lãnh đạo.

## Đại bại hồ Bà Dương
Năm 1363, Trần Hữu Lượng tấn công Hồng Đô, ông cùng quân Hán công thành gần 3 tháng cũng không chiếm được, ông hạ lệnh rút quân về hồ Bà Dương, chuẩn bị khai chiến với Chu Nguyên Chương. Quân Hán 2 trận đầu thắng do 2 bên chênh lệch lực lượng. Trận thứ 3, Lưu Bá Ôn biết gió Bắc sẽ tới liền góp ý cho Chu Nguyên Chương. Trận đó, quân Chu Nguyên Cương thắng. Trần Hữu Lượng trúng tên, tử trận tại hồ Bà Dương.

## Sụp đổ
Sau khi Trần Hữu Lượng tử trận, Trương Định Biên cùng những người đang ở Vũ Xương lập con thứ của Trần Hữu Lượng là Trần Lý lên ngôi vua, đổi niên hiệu là Đức Thọ. Năm sau, Chu Nguyên Chương đem quân tấn công Vũ Xương, Trần Lý xin hàng. Đến đây, Đại Hán bị diệt vong, chỉ tồn tại tồn tại trong vòng 4 năm ngắn ngủi (1360 - 1364).